# Macau nos Jogos Paralímpicos de Verão de 2008
Macau participou dos Jogos Paraolímpicos de Verão de 2008, em Pequim, na China. A Região administrativa especial chinesa foi representada foi dois atletas, Kuong Sio-leng, no atletismo, e Ao Loi-si na natação. Macau não obteve medalhas.

## Atletismo
| Atleta         | Evento                         | Resultado     | Pos. |
| -------------- | ------------------------------ | ------------- | ---- |
| Kuong Sio-leng | Arremesso de Peso - F57/58     | 5.20m 518pts  | 14ª  |
| Kuong Sio-leng | Lançamento de disco - F57/58   | 12.78m 642pts | 12ª  |
| Kuong Sio-leng | Lançamento de Martelo - F57/58 | 15.28m 579pts | 14ª  |

## Natação
| Atleta    | Evento                       | Bateria | Bateria | Final       | Final       |
| Atleta    | Evento                       | Tempo   | Pos.    | Tempo       | Pos.        |
| --------- | ---------------------------- | ------- | ------- | ----------- | ----------- |
| Ao Loi-si | 50m Masc. Estilo Livre - S3  | 1:23.77 | 6º      | Não avançou | Não avançou |
| Ao Loi-si | 100m Masc. Estilo Livre - S3 | 3:09.89 | 6º      | Não avançou | Não avançou |